# Аг'я (волость)
А́г'я (ест. Ahja vald) — волость в Естонії, одиниця самоврядування в повіті Пилвамаа з 19 грудня 1991 по 22 жовтня 2017 року.

## Географічні дані
Площа волості — 72,2 км2, чисельність населення на 1 січня 2017 року становила 1012 осіб.

## Населені пункти
Адміністративний центр — селище Аг'я (ест. Ahja alevik).
На території волості також розташовувалися 8 сіл (ест. küla):
Аксте (Akste), Ванамийза (Vanamõisa), Ібасте (Ibaste), Козова (Kosova), Кярса (Kärsa), Локо (Loko), Митскюла (Mõtsküla), Мустакурму (Mustakurmu).

## Історія
19 грудня 1991 року Аг'яська сільська рада перетворена у волость зі статусом самоврядування.